# بیورن کریستنسن
بیورن کریستنسن (انگلیسی: Bjørn Kristensen؛ زادهٔ ۱۰ اکتبر ۱۹۶۳) بازیکن فوتبال اهل دانمارک است.
از باشگاه‌هایی که در آن بازی کرده‌است می‌توان به باشگاه ورزشی آرهوس، باشگاه فوتبال نیوکاسل یونایتد، باشگاه فوتبال بریستول سیتی، باشگاه فوتبال پورتسموث، و باشگاه فوتبال اوبی اشاره کرد.
وی همچنین در تیم‌های ملی فوتبال زیر ۲۱ سال دانمارک و دانمارک بازی کرده‌است.